# Paranormasight: The Seven Mysteries of Honjo
Paranormasight: The Seven Mysteries of Honjo est un visual novel sorti en 2023, et développé par xeen et édité par Square Enix.

## Système de jeu
Paranormasight: The Seven Mysteries of Honjo est un visual novel développé par xeen,. Le joueur doit parcourir chaque histoire afin de découvrir le mystère derrière les malédictions qui envahissent le quartier. Le système de jeu se concentre principalement sur l'intrigue avec de brèves sections d'enquêtes et de quiz basés sur ce que le joueur a appris. Un organigramme permet au joueur d'aller entre les scénarios et les perspectives des personnages principaux. Certaines branches et choix de l'histoire peuvent entraîner la mort d'un personnage, ce qui amène le joueur à revenir à une scène antérieure pour en déduire comment modifier les événements et déclencher un chemin d'histoire alternatif.

## Réception critique
- Gamekult : 8/10[7]